# Spin (gevlucht)

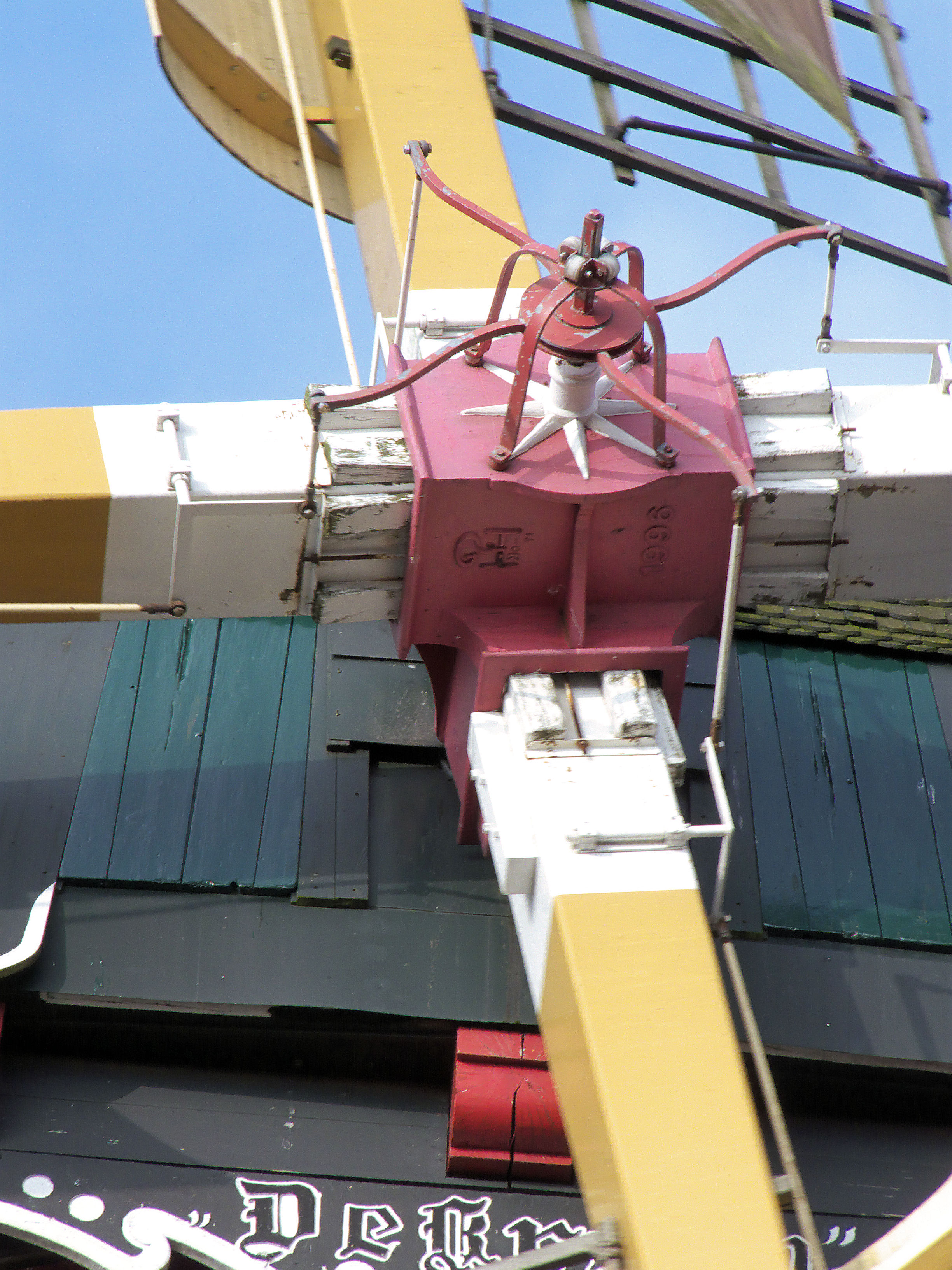
Spin van molen De Kroon

Een spin is een constructie bij een windmolen voor het zelfzwichten en het bedienen van de remkleppen.
Bij dit systeem van zelfzwichten is een doorboorde bovenas nodig. Dit in tegenstelling tot een zwichtring.
Aan de spin zitten de trekstangen van het gevlucht. Via de spin loopt de zwichtstang door de doorboorde bovenas naar achteren waar deze is verbonden met de zwichtboom en bezaan (recht) of davit (gekromd). Aan de bezaan of davit hangt aan een katrol de zwichtketting.

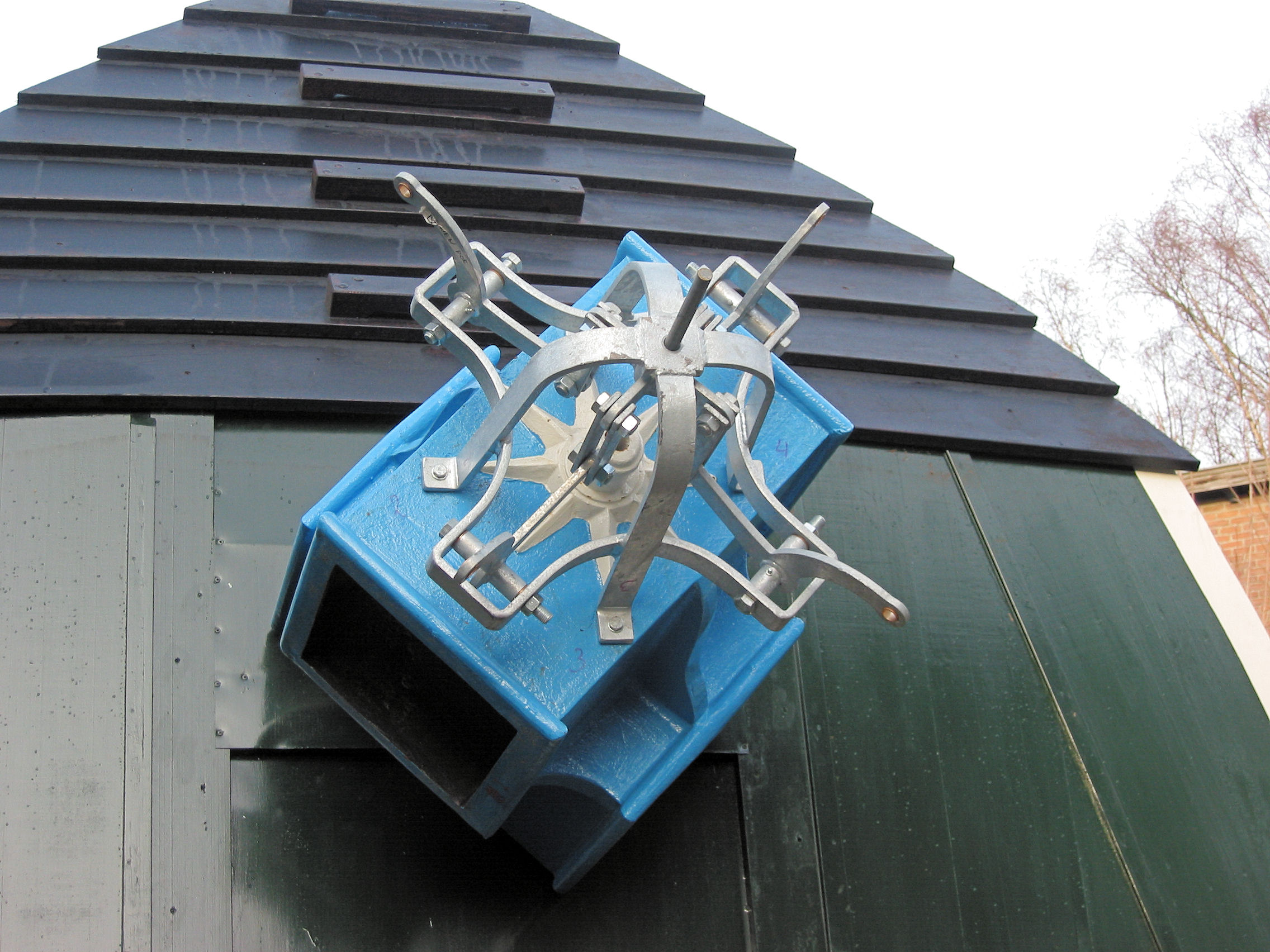
Spin of zwichtkruis

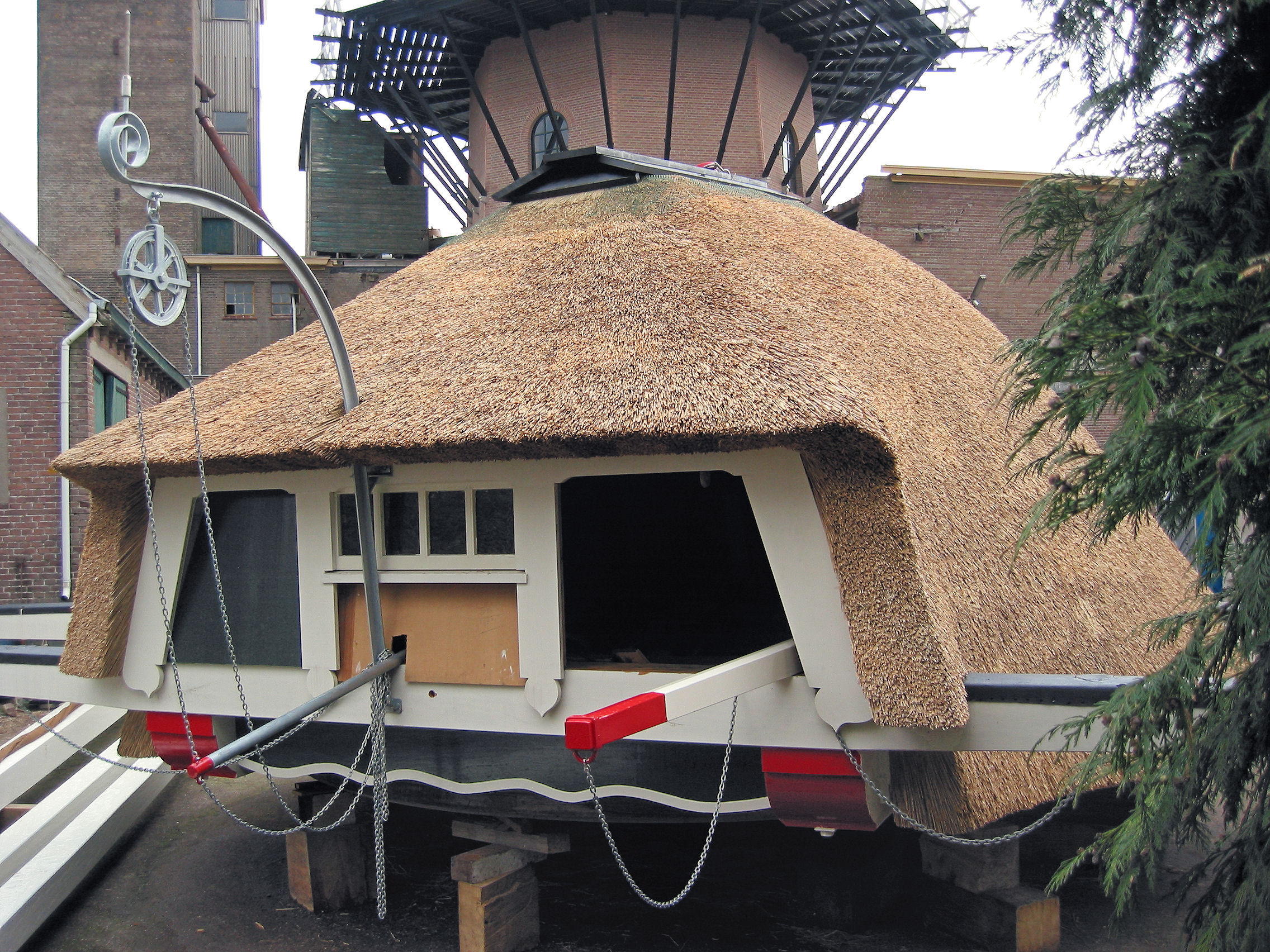
Davit en zwichtboom

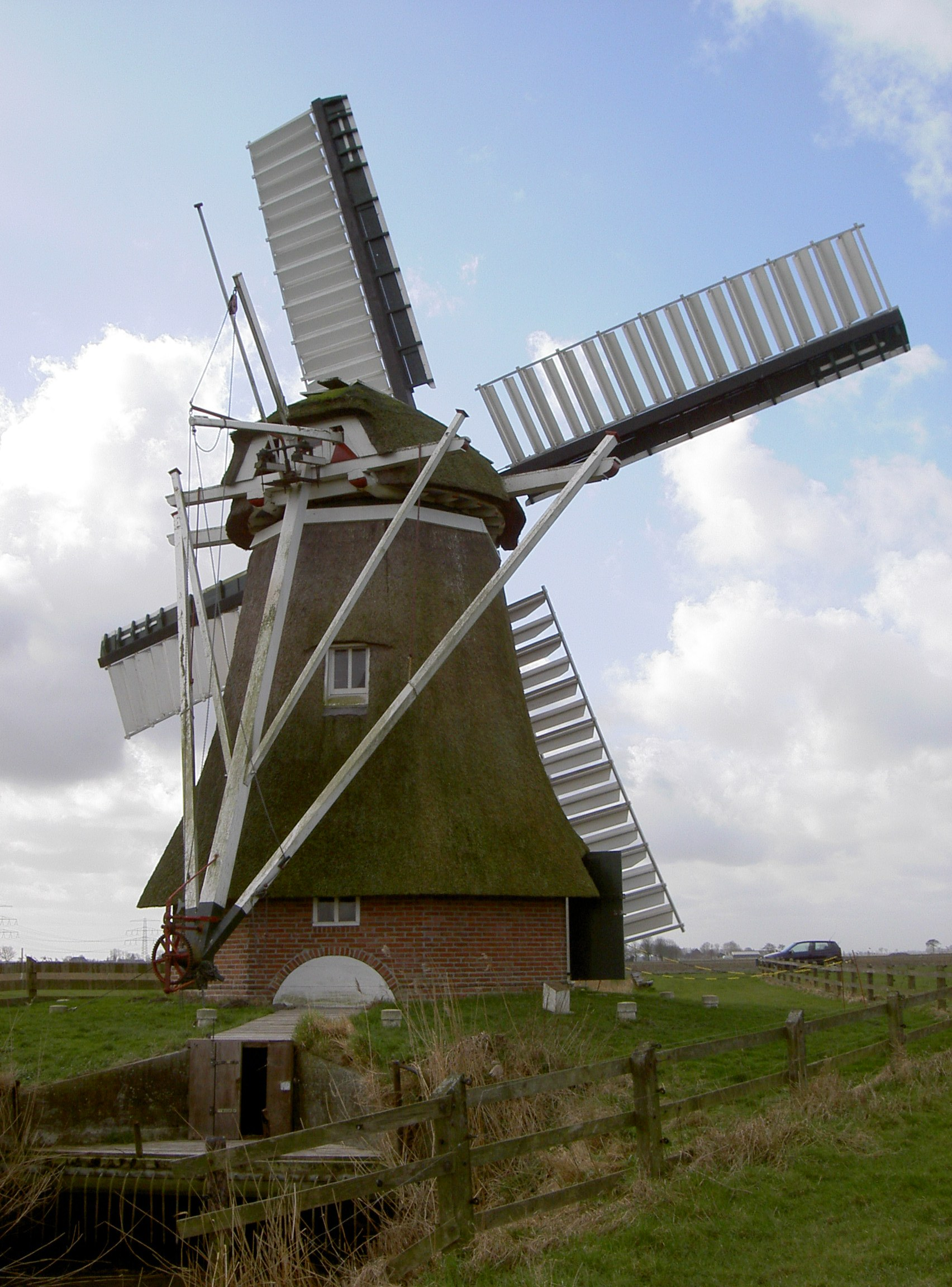
Bezaan en zwichtboom